# マグノリシン
マグノリシン(Magnolysin、EC 3.4.24.62)は、酵素である。この酵素は、例えばオキシトシン前駆体の-Lys-Arg-Ala-Val-結合等、ポリペプチドのP1位またはP2位のアルギニンまたはリシンの結合を切断する反応を触媒する酵素である。
この酵素は、ウシの下垂体神経分泌顆粒に存在する。